# Liste der Gouverneure von Nagaland
Die folgende Tabelle listet die Gouverneure von Nagaland mit jeweiliger Amtszeit auf. Der Bundesstaat Nagaland entstand am 1. Dezember 1963 aus einem Teil des Bundesstaates Assam, nachdem es bereits seit der Unabhängigkeit Indiens Autonomiebestrebungen in dem Gebiet gegeben hatte. Bis 1981 war der Gouverneur von Assam auch für Nagaland zuständig. Danach gab es noch bis 1989 einen gemeinsamen Gouverneur für die Bundesstaaten Nagaland, Manipur und Tripura.
| #  | Name                                      | Amtsantritt        | Ende der Amtszeit  |
| 1  | Vishnu Sahay (1901–1989)                  | 1. Dezember 1963   | 16. April 1968     |
| 2  | Braj Kumar Nehru (1909–2001)              | 17. April 1968     | 7. Dezember 1970   |
| 3  | Parbati Kumar Goswami (1913–1992)         | 8. Dezember 1970   | 4. Januar 1971     |
| 4  | Braj Kumar Nehru (1909–2001)              | 5. Januar 1971     | 18. September 1973 |
| 5  | Lallan Prasad Singh (1912–1998)           | 19. September 1973 | 9. August 1981     |
| 6  | Sayed Muzaffar Hussain Burney (1923–2014) | 10. August 1981    | 12. Juni 1984      |
| 7  | K. V. Krishna Rao (1923–2016)             | 13. Juni 1984      | 19. Juli 1989      |
| 8  | Gopal Singh (1917–1990)                   | 20. Juli 1989      | 3. Mai 1990        |
| 9  | Chintamani Panigrahi (1922–2000)          | 4. Mai 1990        | 8. Mai 1990        |
| 10 | M. M. Thomas (1916–1996)                  | 9. Mai 1990        | 12. April 1992     |
| 11 | Loknath Mishra (1922–2009)                | 13. April 1992     | 1. Oktober 1993    |
| 12 | V. K. Nayar (1931–2015)                   | 2. Oktober 1993    | 4. August 1994     |
| 13 | Oudh Narayan Shrivastava (* 1935)         | 5. August 1994     | 11. November 1996  |
| 14 | Om Prakash Sharma (* 1937)                | 12. November 1996  | 27. Januar 2002    |
| 15 | Shyamal Datta (* 1941)                    | 28. Januar 2002    | 2. Februar 2007    |
| 16 | K. Sankaranarayanan (1932–2022)           | 3. Februar 2007    | 27. Juli 2009      |
| 17 | Gurbachan Jagat (* 1942)                  | 28. Juli 2009      | 14. Oktober 2009   |
| 18 | Nikhil Kumar (* 1941)                     | 15. Oktober 2009   | 20. März 2013      |
| 19 | Ashwani Kumar (1950–2020)                 | 21. März 2013      | 27. Juni 2014      |
| 20 | Padmanabha Acharya (1931–2023)            | 14. Juli 2014      | 31. Juli 2019      |
| 21 | R. N. Ravi (* 1952)                       | 1. August 2019     | 17. September 2021 |
| 22 | Jagdish Mukhi (* 1942)                    | 17. September 2021 | im Amt             |